# Хосеп Хункоса
Хосеп Хункоса (ісп. José Juncosa, нар. 2 лютого 1922, Лес-Борджес-Бланкес — пом. 31 жовтня 2003, Реус) — іспанський футболіст, що грав на позиції нападника. По завершенні ігрової кар'єри — тренер.
Виступав, зокрема, за клуб «Атлетіко», а також національну збірну Іспанії.

## Клубна кар'єра
У дорослому футболі дебютував 1941 року виступами за команду клубу «Реус», в якій провів один сезон. 
Протягом 1942—1944 років захищав кольори команди клубу «Еспаньйол».
У 1944 році перейшов до клубу «Атлетіко», за який відіграв 11 сезонів. У складі «Атлетіко» був одним з головних бомбардирів команди, маючи середню результативність на рівні 0,43 голу за гру першості. Завершив професійну кар'єру футболіста виступами за команду «Атлетіко» (Мадрид) у 1955 році.

## Виступи за збірну
У 1948 році дебютував в офіційних матчах у складі національної збірної Іспанії. Протягом кар'єри у національній команді, яка тривала усього 3 роки, провів у формі головної команди країни лише 2 матчі.
У складі збірної був учасником чемпіонату світу 1950 року у Бразилії.

## Кар'єра тренера
Розпочав тренерську кар'єру невдовзі по завершенні кар'єри гравця, 1956 року, очоливши тренерський штаб клубу «Кордова».
У 1967 році став головним тренером команди «Херес», тренував клуб з міста Херес-де-ла-Фронтера лише один рік.
Протягом тренерської кар'єри також очолював команди клубів «Понтеведра» та «Леванте».
Останнім місцем тренерської роботи був клуб «Реус», головним тренером команди якого Хосеп Хункоса був з 1985 по 1987 рік.
Помер 31 жовтня 2003 року на 82-му році життя у місті Реус.

## Титули і досягнення
- Чемпіон Іспанії: 1949-50, 1950-51
- Володар Кубка Еви Дуарте: 1951